# 維多利亞球場 (直布羅陀)
維多利亞球場是直布羅陀綜合體育場。目前使用於足球比賽，但是也主辦直布羅陀音樂節。位置緊臨直布羅陀機場並在温斯顿·丘吉尔大道上。
儘管最初計劃在2010年尋找取代它的體育場，但直布羅陀足球協會於2017年4月從直布羅陀政府手中購買了這個體育場，以改善和翻新該體育場。

## 歷史

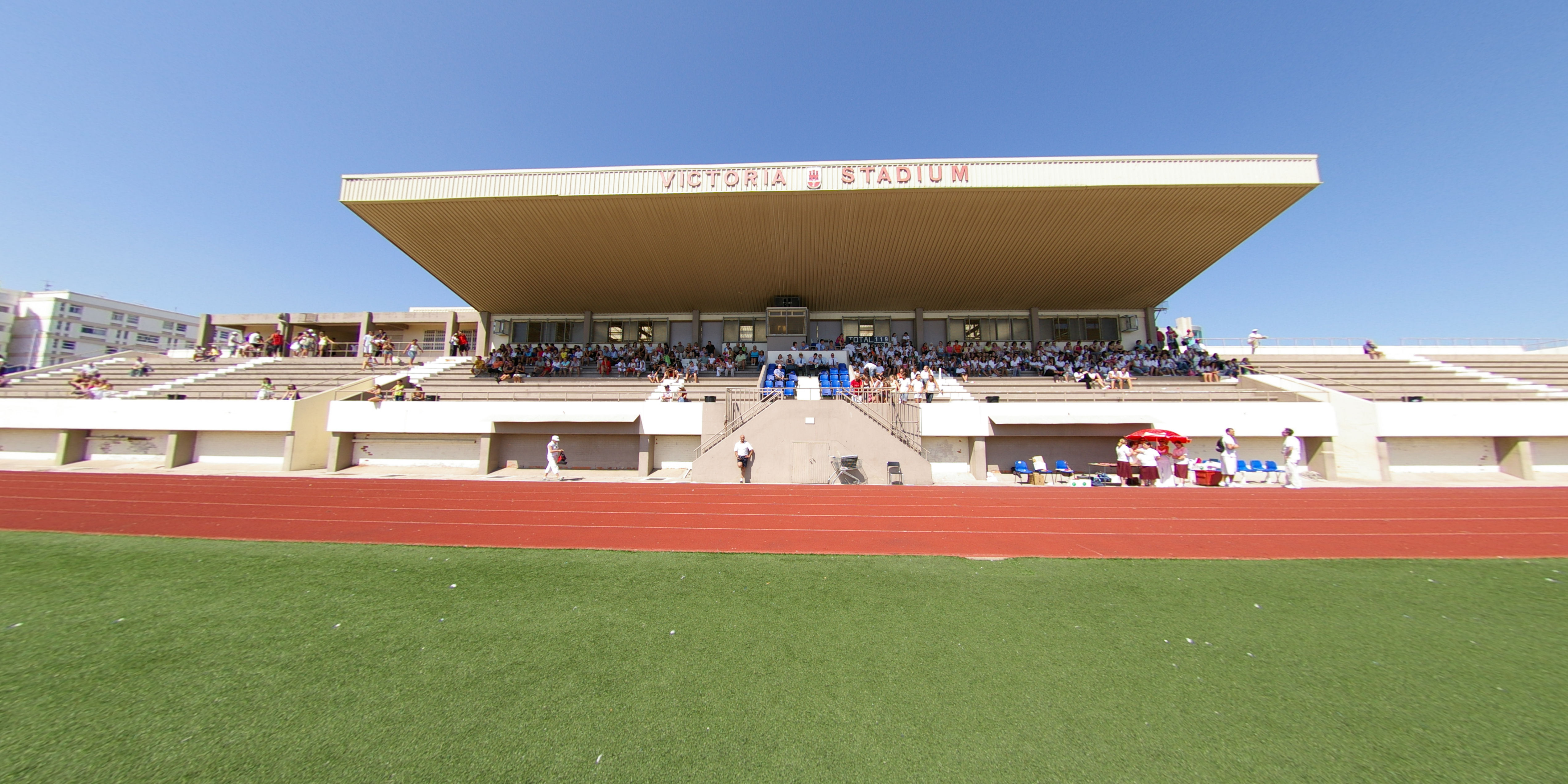
維多利亞球場的西看台

維多利亞球場建造於直布羅陀巨巖山腳下並緊臨直布羅陀機場。它於1926年作為英國軍事運動場首次開放。
1971年，體育場被皇家工程師改建為運動場，供軍隊和直布羅陀當地平民使用。
1991年，在直布羅陀政府資助下，維多利亞球場改建了球場和田徑賽道。

## 足球賽

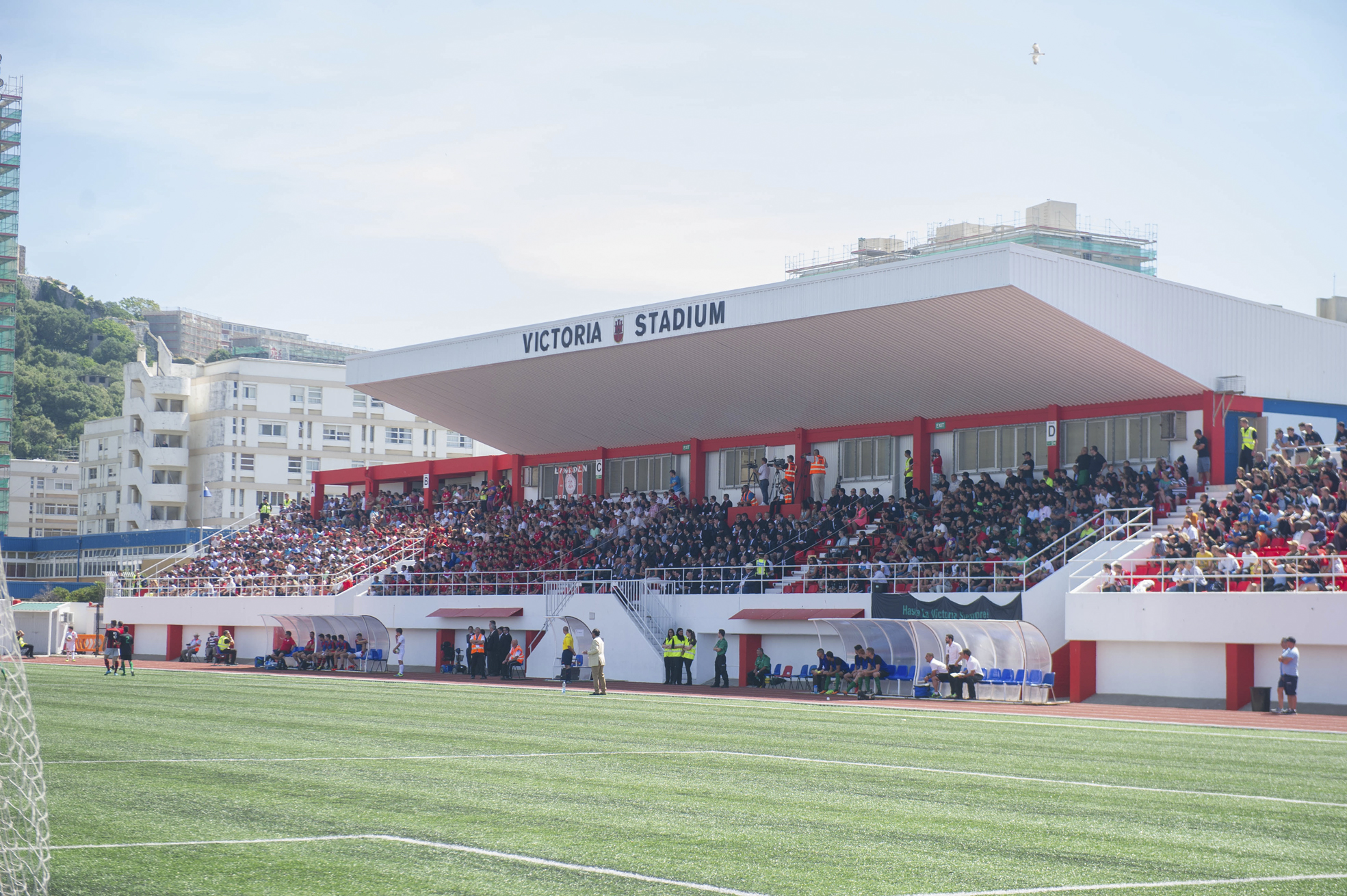
2014年滾石盃決賽時的體育場

維多利亞體育場主要用於足球比賽。直布羅陀超級足球聯賽的所有足球俱樂部都在維多利亞球場進行比賽。 同時也於滾石盃決賽使用。
國際足聯及歐洲足聯給予直布罗陀足球协会1650萬英鎊用以該協會購買及改建成第四類歐洲足協足球場。
2018年1月，由於該年在體育場舉行直布羅陀音樂節，因此該年8月和9月的足球比賽將改在Lathbury Barracks舉行。

## 外部連結
- 维基共享资源上的相關多媒體資源：維多利亞球場